# JR東日本251系電車
251系電車（251けいでんしゃ）は、かつて東日本旅客鉄道（JR東日本）が保有・運行していた直流特急形電車。1990年（平成2年）4月28日に「スーパービュー踊り子」で営業運転を開始した。

## 概要
伊豆方面への特急列車は1981年（昭和56年）に登場した185系が担っていたが、同形式は普通列車にも運用されることを想定していたため内装面で若干見劣りしていたことから、伊豆半島へのリゾートアクセス専用車両として開発され、10両編成4本（計40両）が導入された。
メインテーマは「列車に乗ったらそこは伊豆」。同じ伊豆半島を走る伊豆急行2100系電車（リゾート21）に触発される形で設計・製造したとされることもある。トータルデザインコンセプトを「ハイクオリティ・ドリーム」とし、エクステリア（外観）は「ダイナミズム・ときめき」、インテリア（内装）は「ラグジュアリス・極めて快適な」をテーマとした。
デザインは剣持デザイン研究所が担当した。1991年（平成3年）鉄道友の会ローレル賞受賞。

## 構造
本項では、落成時の仕様について述べる。

### 車体
10両編成のうち3両が2階建車両、7両が平屋のハイデッカーで構成される。
車体は耐候性鋼板製で、屋根および床の一部にステンレス鋼を採用している。10両編成での重量は358.1 tと185系（10両）の402 tよりも軽量化を実現した。塗装は伊豆の海を連想させるアジュールブルー■、フューチュアグレー■のツートンで、車体中央部に白い細帯が入る。側窓ガラスは大形の曲面複層ガラスの固定窓を使用している。前照灯はフロントガラス下の3灯に加えて、上部にプロジェクターヘッドライトを装備している。
プロジェクターヘッドライトは「車両が駅に入線する時、旅の期待感を高めるためにヘアバンドからレーザー光線を発射したらどうか」との提案を具体化したもので、光により旅の雰囲気を盛り上げるアイテムとした。プロジェクターヘッドライトは前照灯とは独立した回路だが、対向列車には眩しいことからロービーム（下向き）時には自動で消灯する。

各車の乗降口には外開き式のプラグドアを採用し、2両に1箇所の割合で通常の乗降を行うという方式を採用した。これは2両で「ひとつの空間」という意味合いからである。2・3・5・7・10号車の、窓が設置されているドアのみがメインエントランス（通常の乗降口）（開口幅1,006 mm、有効開口800 mm）で、普通車はモハ250形とクハ251形、グリーン車はサロ251形がこれに該当する。1・4・6・8・9号車の、モハ251形、サハ251形、クロ250形に設置のサブエントランス（補助出入口・窓のないドア）は終点まで開かない。ただし、「ホームライナー」として運行する場合は「おはようライナー新宿」での小田原駅、「ホームライナー小田原」での新宿駅・渋谷駅を除く全駅で全部のドアを使用していた。

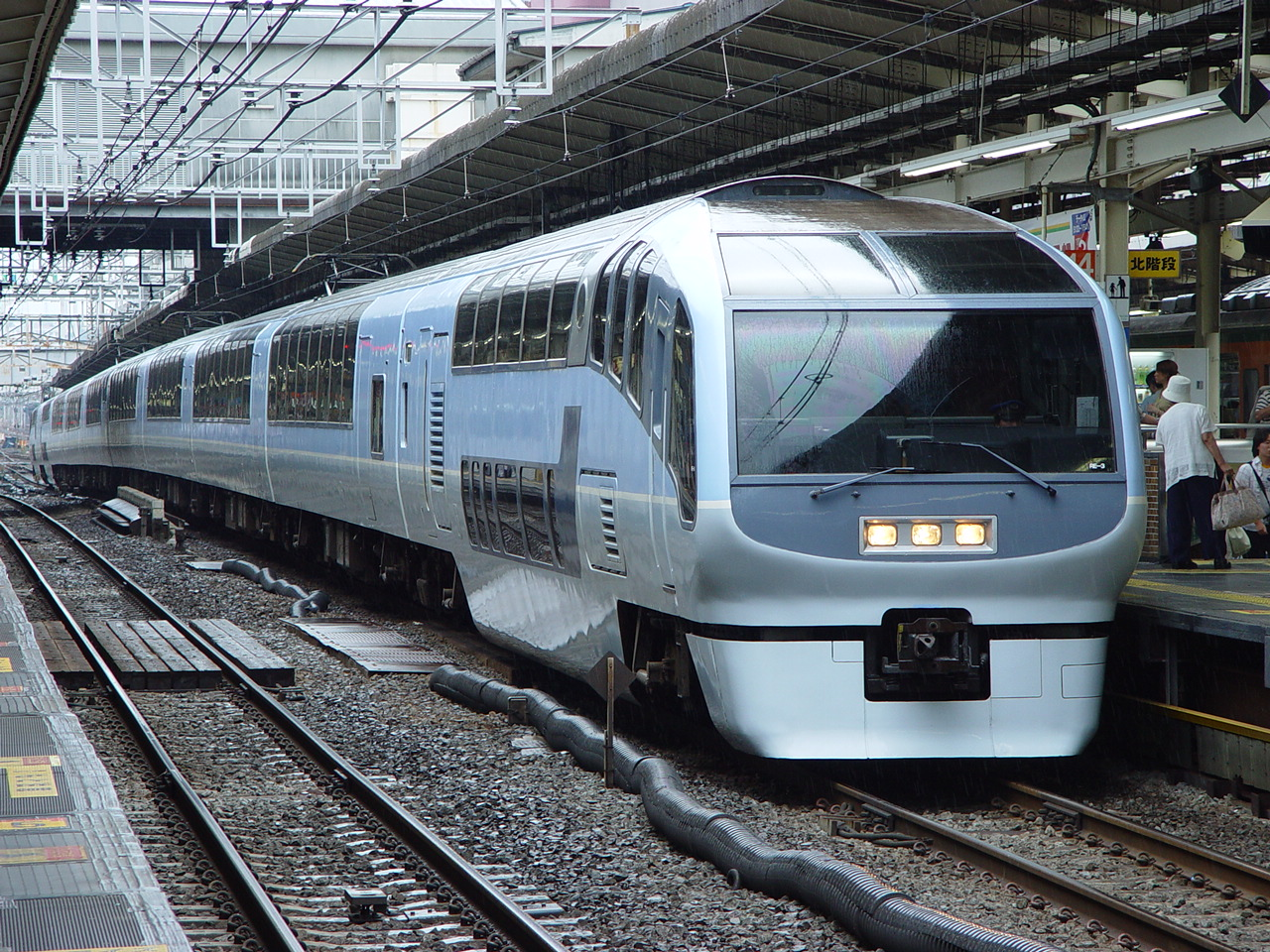
初代塗装（2002年7月 横浜駅）
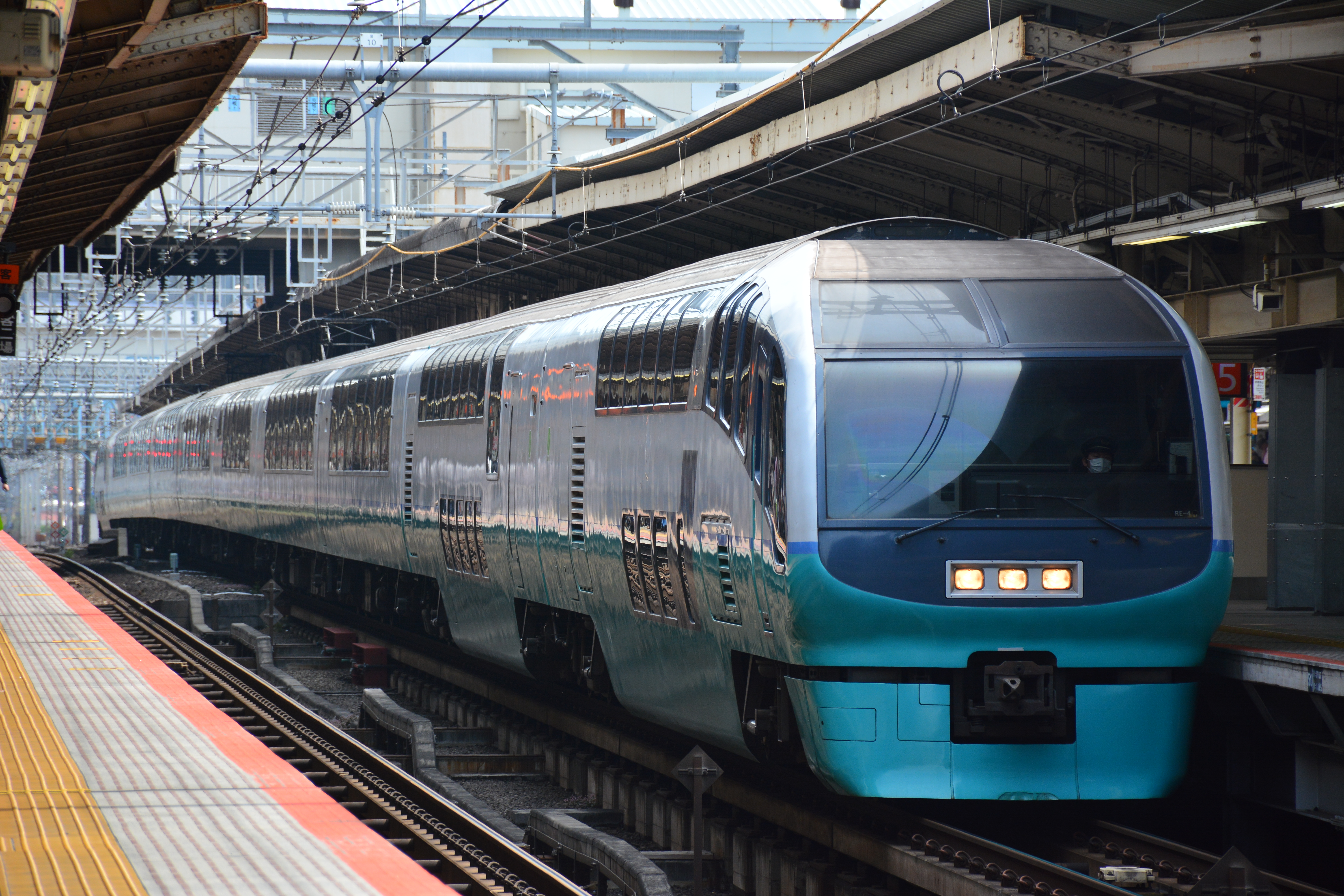
リニューアル塗装（2019年5月 横浜駅）

### 車内
グリーンユニット（1・2号車）
グリーン車は2 + 1アブレストで、1人掛席はクロ250形が山側、サロ251形が海側に配置されている。これは、サロ251形には4人用個室を3室設けており、個室を海側に設定すると1階の通路高さの確保が難しくなるためであり、2階席の座席のハイデッキ構造の部分に1階通路を設定することで通路高さを確保した。この際に、幅に余裕のある2人掛の席の下を通路に設定したため、海側を1人掛にせざるを得なかったものである。座席間隔は1,300 mm（展望席は1,000 mm、レッグレストなし）で、レッグレストとインアームテーブルを備える。
カスタムユニット（3 - 8号車）
個人から団体に対応する設備を備えており、すべて床面を400 mm嵩上げしたハイデッカー構造、座席は2＋2の配置で回転式クロスシート（リクライニング機構なし）となっている。荷棚はハットラック式（収納式）である。
グループユニット（9・10号車）
家族連れ向けの9・10号車は4人がけのセミコンパートメントを配置したグループユニットとなっている。10号車の展望席はフランス・コンパン（Compin）製の固定式座席を750 mm間隔、4人×4列の配置としている。
グリーン席・普通車とも、座席にはオーディオユニットが内蔵されていたが、のちに撤去された。
便所は、クハ251（10号車）を除いた各車両に設置している。大便所1か所（洋式便器と洗面所1か所という構成である。奇数号車のみ、さらに小便所1か所が加わる。
運転席背後の展望席は、夜間運転時にも原則として遮光幕が不要となるよう、客室照明が前面ガラスに映りこまないよう十分配慮した。

### 機器

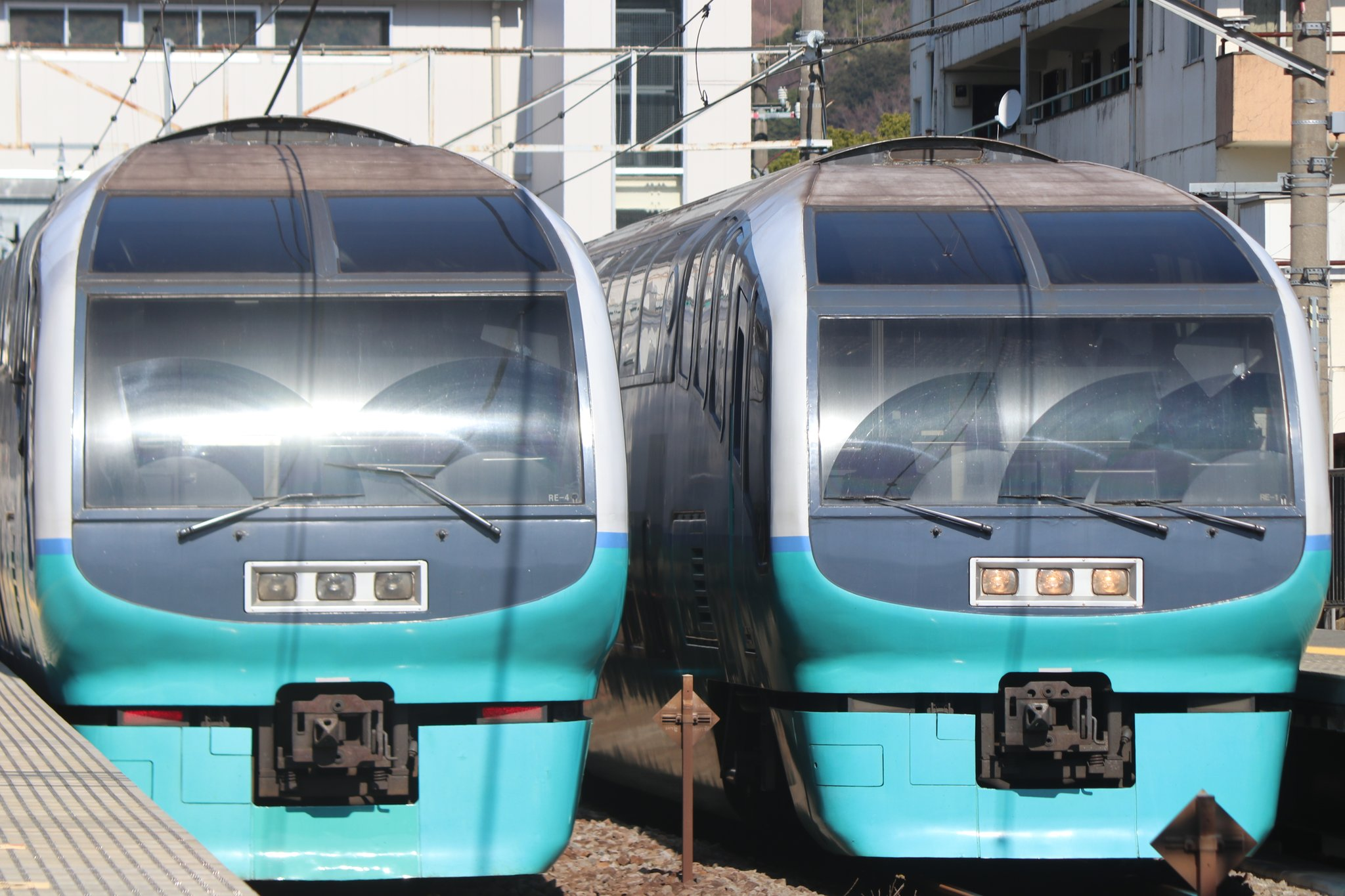
1次車(右)と2次車(左)。

主回路は先に常磐線特急「スーパーひたち」用として登場した651系に続いて界磁添加励磁制御を採用し、定速制御機能も付加している。台車も651系に準じたボルスタレス式のDT56A形・TR241A形でヨーダンパ付である。ただし、最高速度は651系の130 km/hに対し本系列は120 km/hであり、歯車比は185系と同一の4.82である。主電動機は界磁添加励磁制御車に共通のMT61形であるが、冷却ファン構造を変更し、高速域での騒音を低減した「内扇形」を搭載する。制動方式は回生併用電気指令式空気ブレーキで、伊東線・伊豆急行線に存在する連続急勾配に対応して抑速ブレーキも装備する。
集電装置（パンタグラフ）は車体断面が大きく、また専有面積を小さくして客室スペースを拡大させることから、JR東日本の在来線電車では初めて下枠交差式のPS27形を採用した。
空調装置は、インバータ式集約分散形で、ハイデッカー車は床下設置のAU301形（容量 37.21 kW（32,000kcal/h））を1台搭載する。2階建て車は中間車が床置形のAU401形を2台、先頭車はAU401形と床中形のAU402形を各1台搭載する。1台あたりの容量は、20.93 kW（18,000kcal/h）で、1車両では41.86 kW・36,000kcal/hである。これらの空調装置はすべて三菱電機製である。運転室には専用の冷房装置4.65 kW（4,000kcal/h）を備えている。

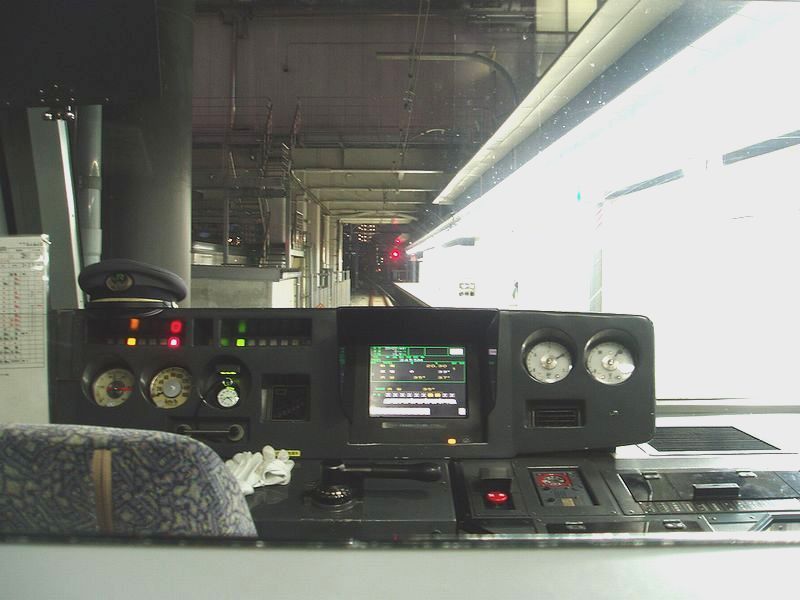
運転台
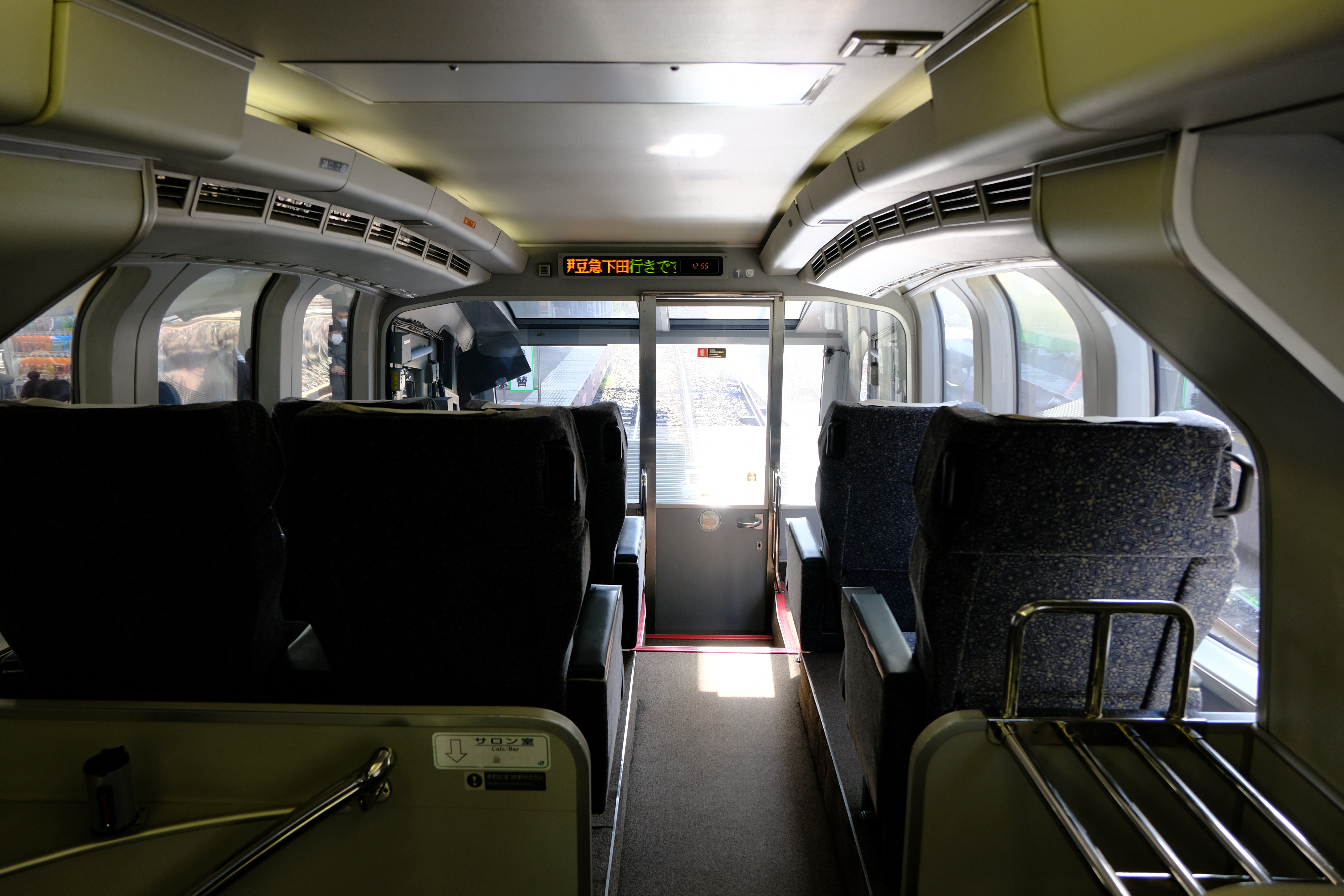
展望席
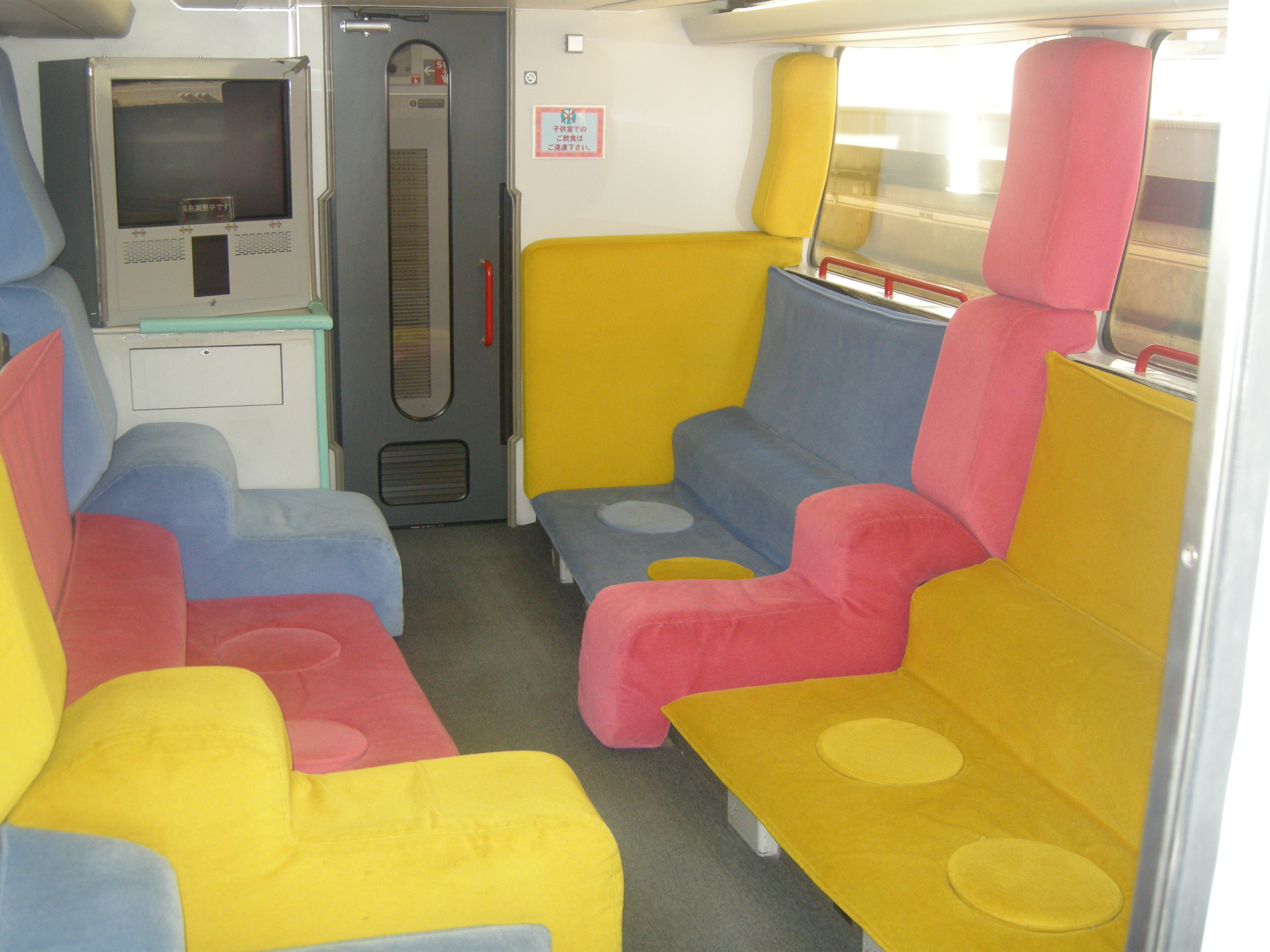
プレイルーム
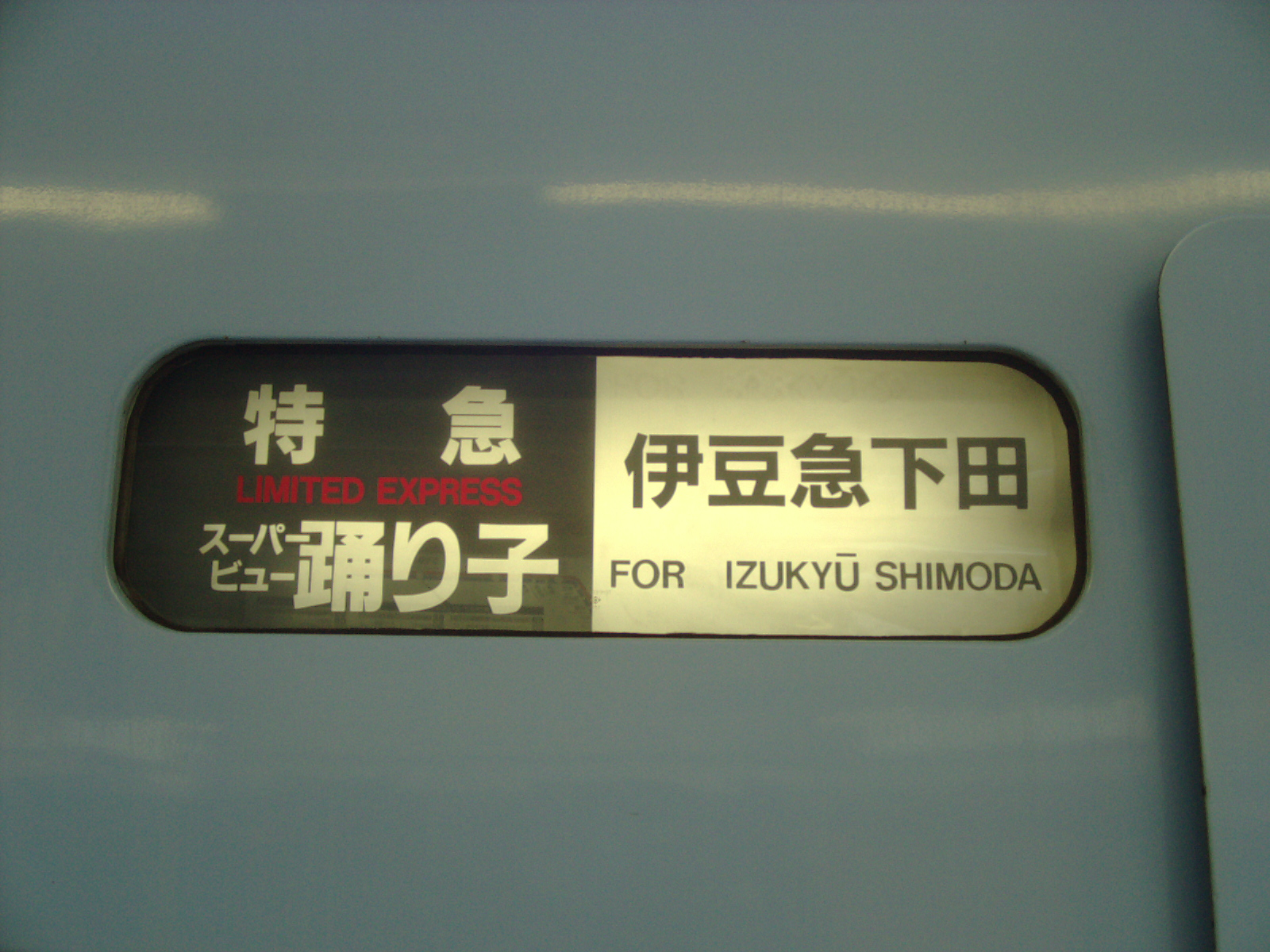
方向幕
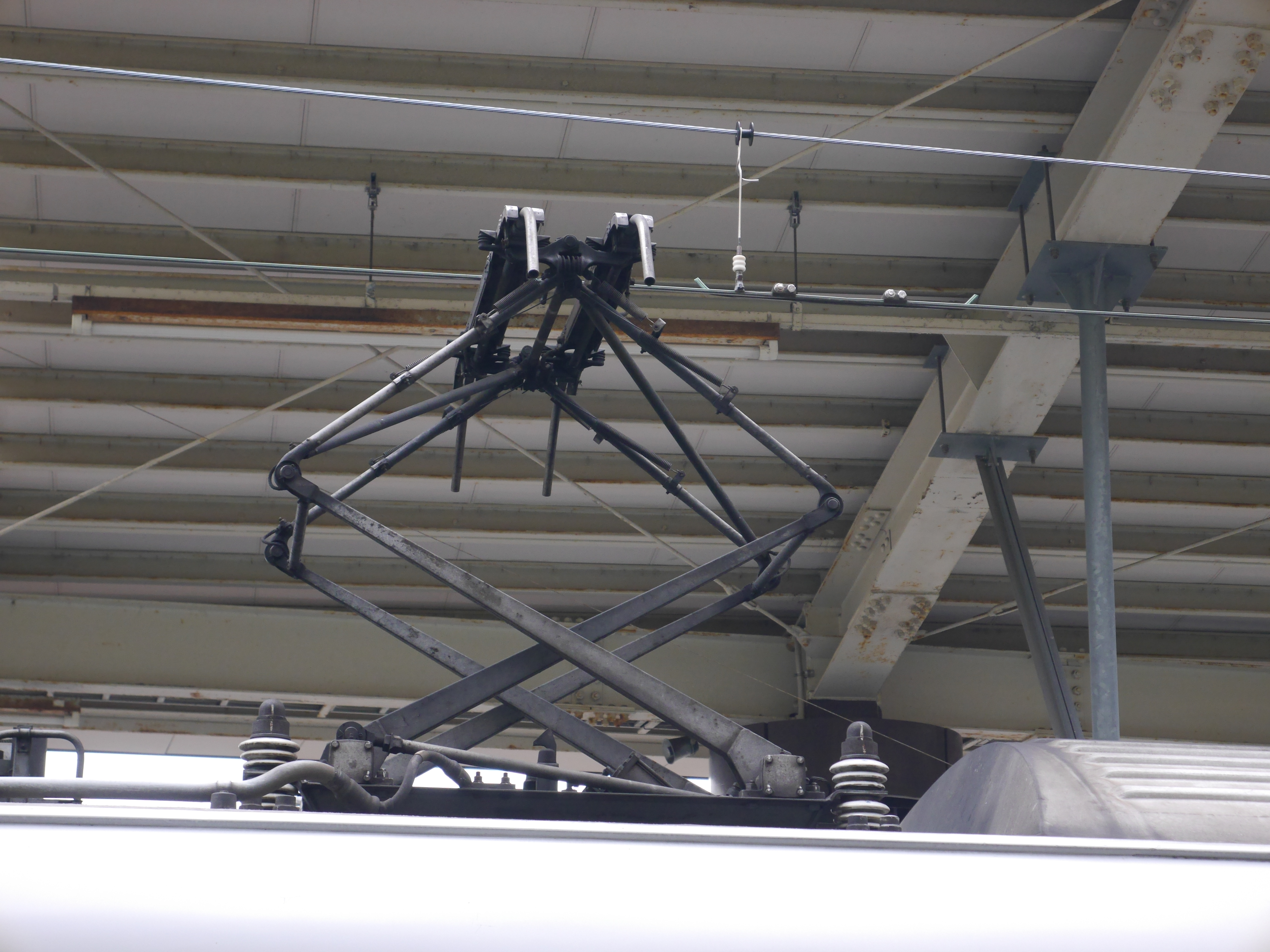
PS27形パンタグラフ

### 2次車
1992年製の2次車では、1次車の使用状況を踏まえて仕様が変更された。
- 展望拡大のため、前面ガラスの横ハリを小断面化してフロントガラスを拡大。乗務員室と客室の仕切り扉をガラスだけの構造に変更
- カーテンのない展望席の窓ガラス（温度上昇対策）と、1階個室部の窓ガラスを外部から のぞき見防止のため、熱線反射ガラスに変更
- 雨天時の視界確保のため、1次車の3連式ワイパーを2連式ワイパーに変更
- 各座席の座面を、前方へスライドするリクライニング機構を追加
- 操作性向上のため、ハットラック式荷棚のダンパーを改良品に変更
- 4人掛け個室のテレビを薄型液晶テレビに変更。個室の出入口にカーテンを設置
- 各デッキにあるごみ箱の容積を拡大
- 貫通扉のなかった一部連結面に扉を新設
- 9号車多目的室に空調の整備など
- 10号車クハ251形の展望席座席を改良
- 車内アテンダントの業務用設備の改良
- 乗り心地向上のため、連結間に車端ダンパを設置
- 保安装置にATS-P形を設置

## 形式

### モハ251形

#### 0番台
パンタグラフ・主制御器・主抵抗器を装備するハイデッカー構造の中間電動車で普通車。定員64名。6号車と8号車に連結され、6号車はモハ250形100番台・8号車はモハ250形0番台とユニットを構成する。トイレ・洗面所を設置。

#### 100番台
パンタグラフ・主制御器・主抵抗器を装備するハイデッカー構造の中間電動車で普通車。定員64名。モハ250形0番台とユニットを構成する。東京方の連結器は検査時の編成分割に対応した密着連結器を装備する。4号車である。トイレ・洗面所を設置。

### モハ250形

#### 0番台
電動発電機 (MG) ・空気圧縮機 (CP) を装備するハイデッカー構造の中間電動車で普通車。定員56名。3号車と7号車に連結され、3号車はモハ251形100番台・7号車はモハ251形0番台とユニットを構成し、3号車・7号車だがうち7号車は2007年3月17日までは喫煙車であった。トイレ・洗面所・ミニロビー（7号車は喫煙コーナーを兼ねていた）を設置。通常、3号車（普通車）と2号車（グリーン車）の間の乗客の通り抜けは不可能となっている。

#### 100番台
モハ251形0番台とユニットを構成するハイデッカー構造の中間電動車で普通車。定員48名。本番台は0番台と異なり、MG・CPは装備しない。伊豆急下田方の連結器は、モハ251形100番台に対応した密着連結器を装備する。5号車である。サービスカウンター兼売店、テレホンカード式列車電話（公衆電話）を設置。ただし、いずれも公衆電話は2012年（平成24年）4月に撤去された。

### クハ251形
東京方先頭車（制御車）でダブルデッカー構造の普通車。定員48名（登場時）。運転室後部に展望席（登場時16席）を備え、2階が登場時32席の普通席で、1階が子供用の遊戯ルームになっている。乗務員室、荷物置場を設置。テレホンカード式公衆電話を設置。

### クロ250形
伊豆急下田方先頭車でダブルデッカー構造のグリーン車。運転室後部に展望席（登場時9席）を備え、2階が定員14名のグリーン席、1階がグリーン車利用客専用のラウンジ（サロン室）と売店である。1階と2階を往来できる階段は展望席後ろの海側にらせん階段が設けられているほか、非常用乗降扉の横にも1階と2階に繋がっている直線階段が設けられている。トイレ・洗面所、荷物置場を設置。クハ251形同様テレホンカード式公衆電話を設置。

### サハ251形
ハイデッカー構造の中間付随車で普通車。定員64名（登場時）。トイレは車椅子対応となっているが、車椅子対応座席は客室に設置されておらず、デッキに設置の多目的室を利用する事としている。

### サロ251形
中間付随車でダブルデッカー構造のグリーン車。2階が定員25名のグリーン席、1階が定員4名のグリーン個室が3室である。個室の座席は電動リクライニングシートである。なお、1階は1号車寄りのみ階段が設けられているため、1階から3号車への通り抜けはできない。2007年3月18日までは喫煙車であった。トイレ・サービスカウンター・荷物置場を設置。

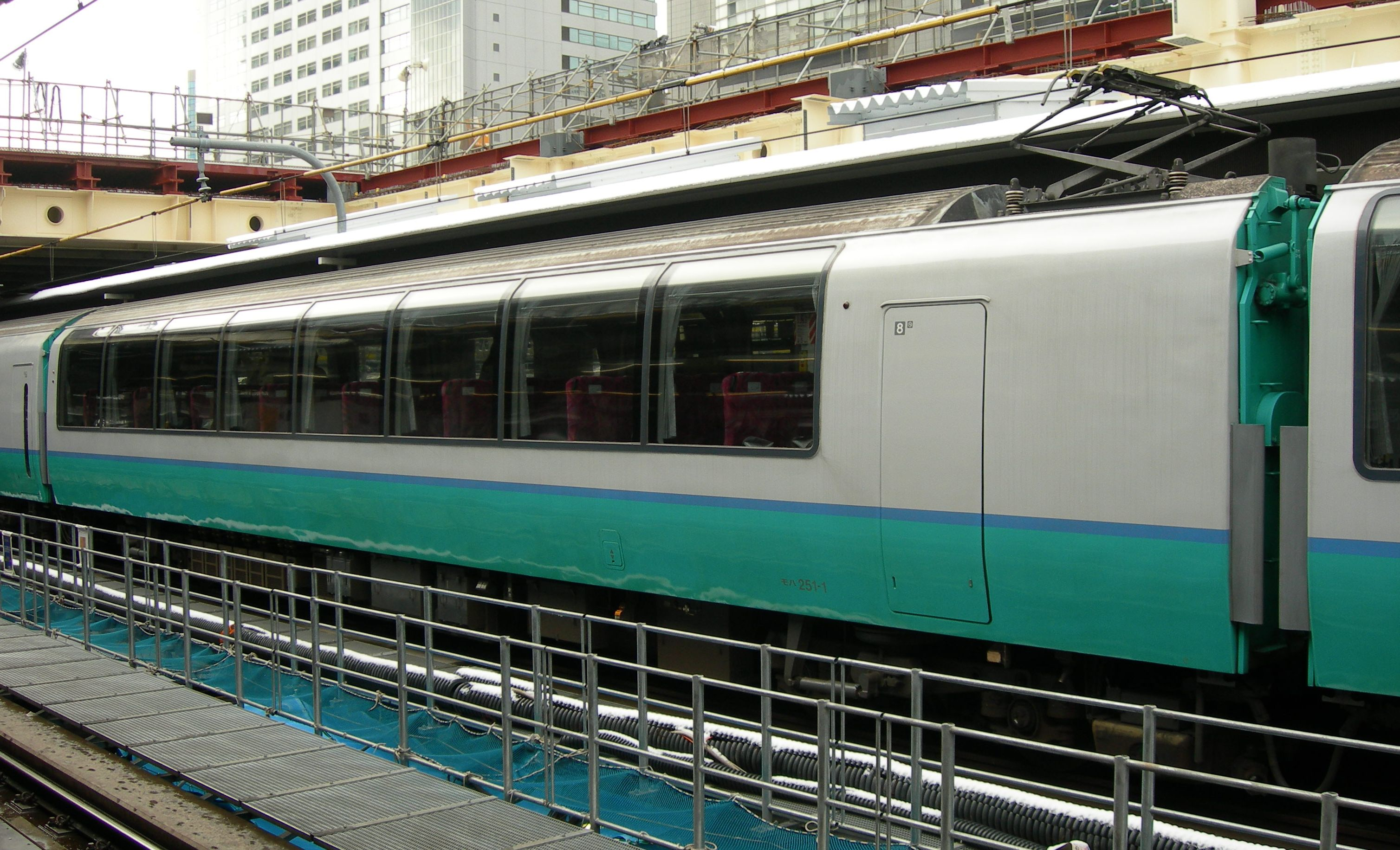
モハ251形
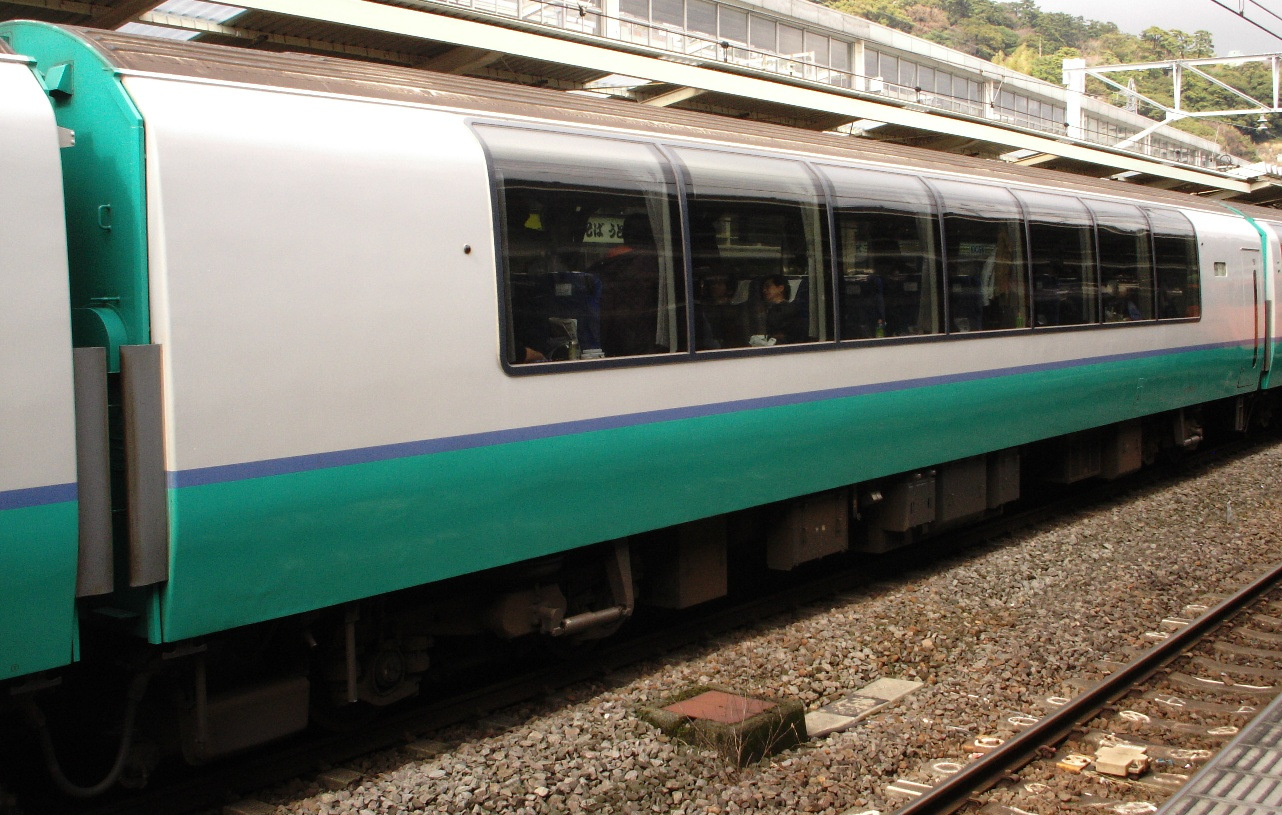
モハ250形0番台
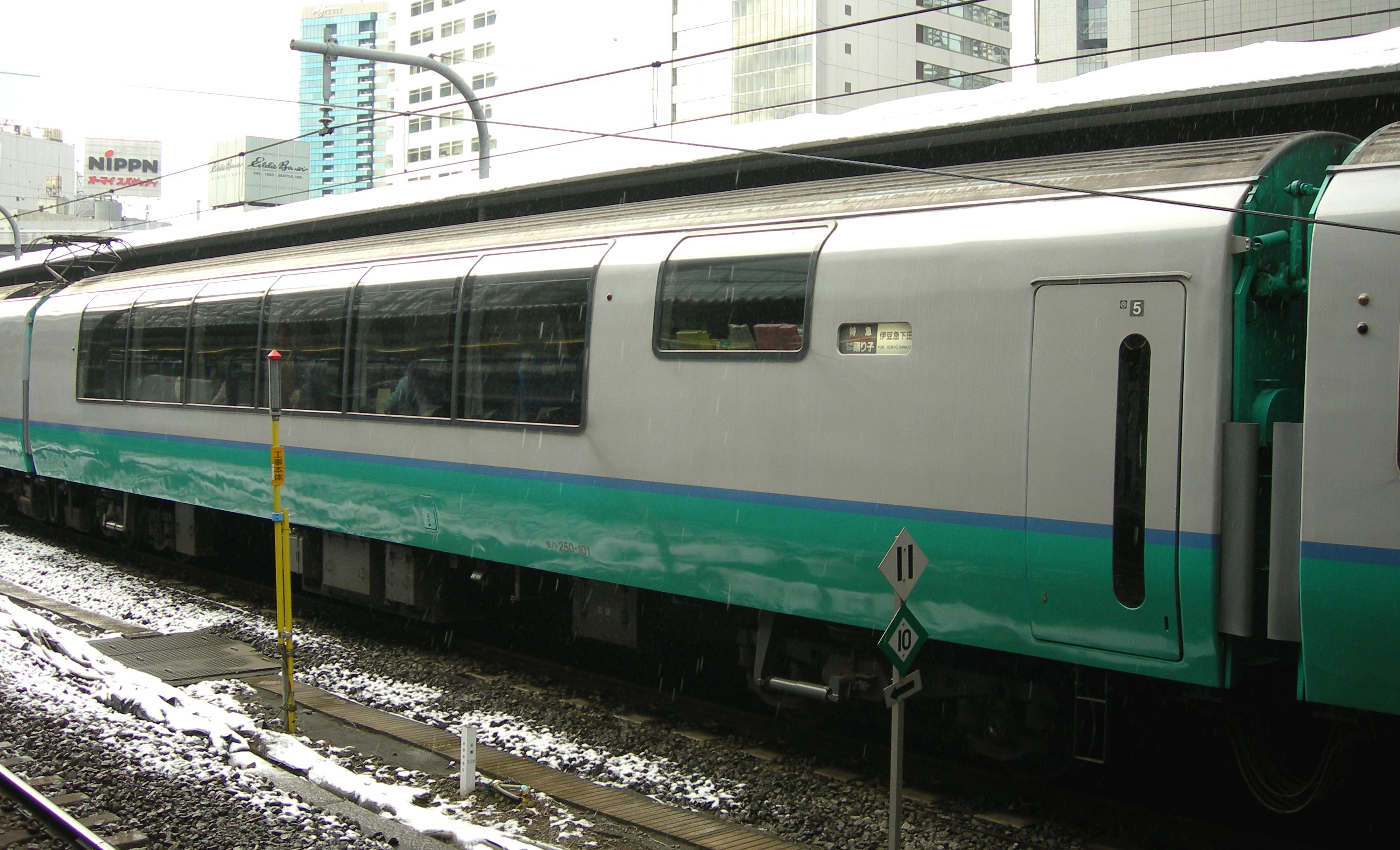
モハ250形100番台
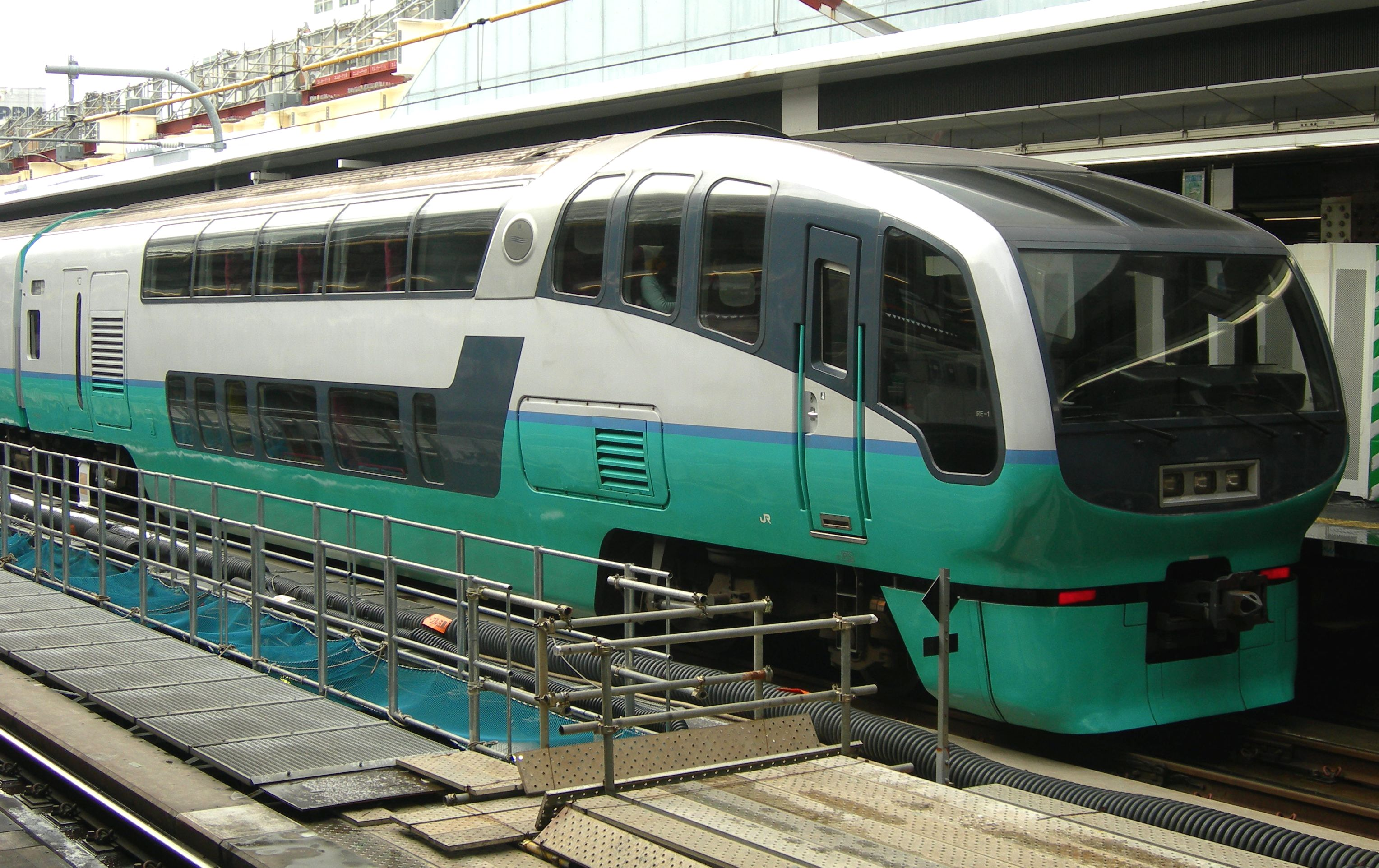
クハ251形
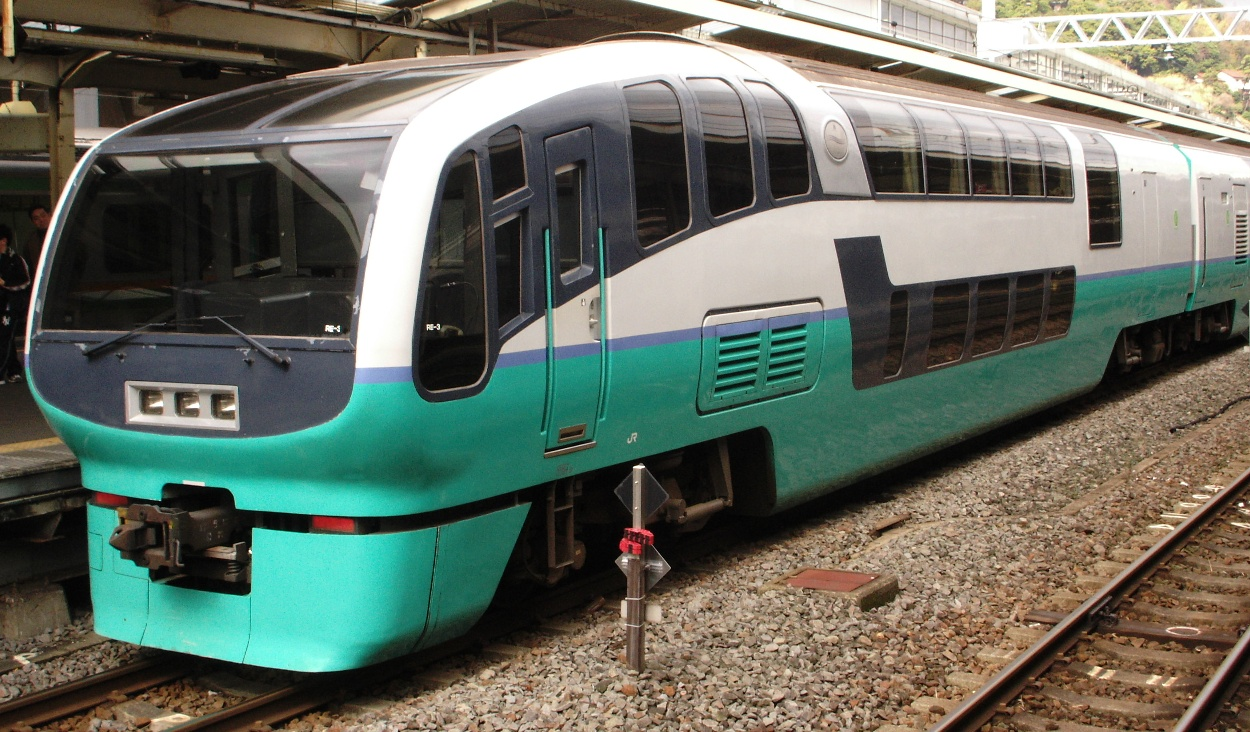
クロ250形
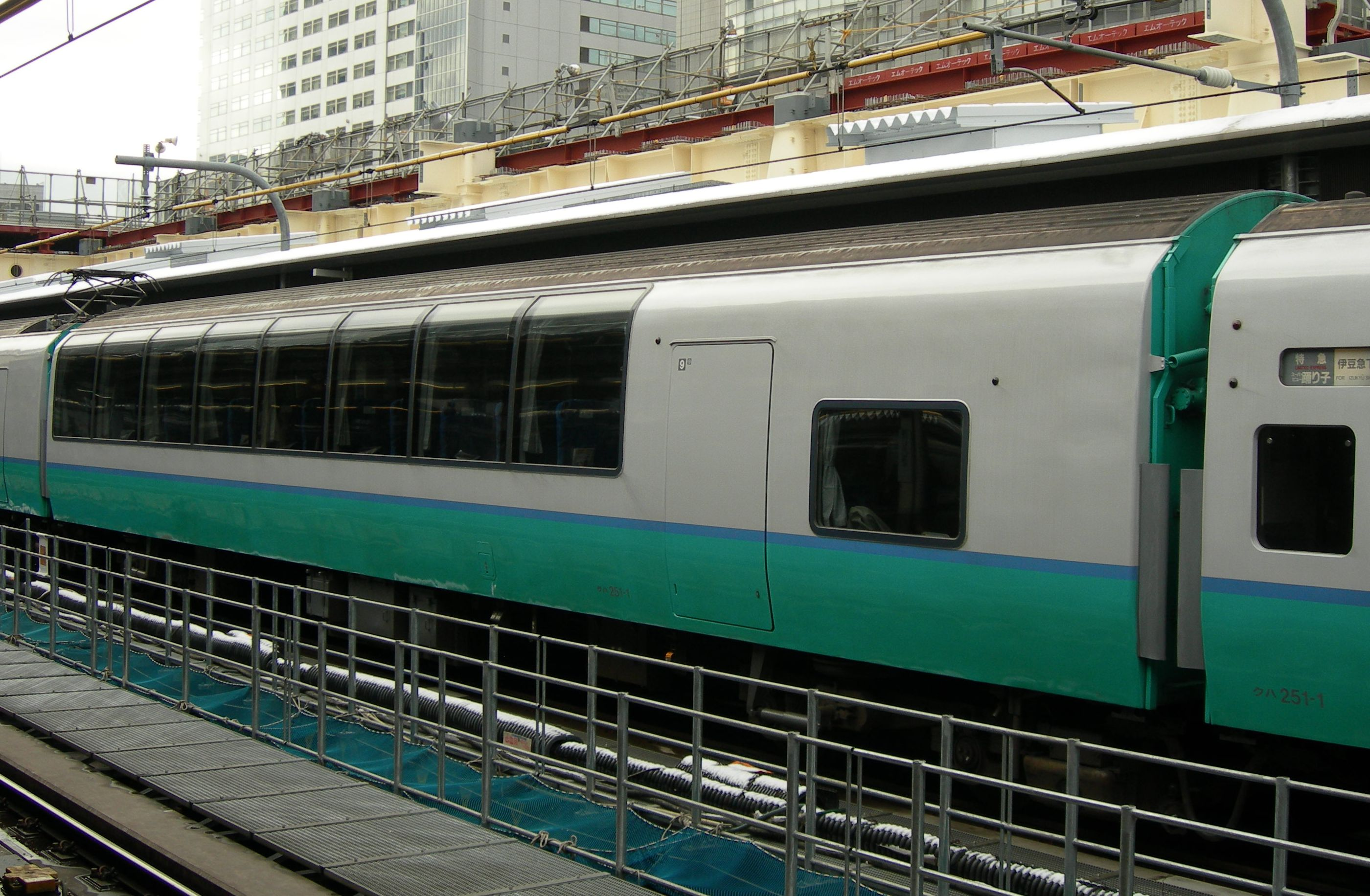
サハ251形
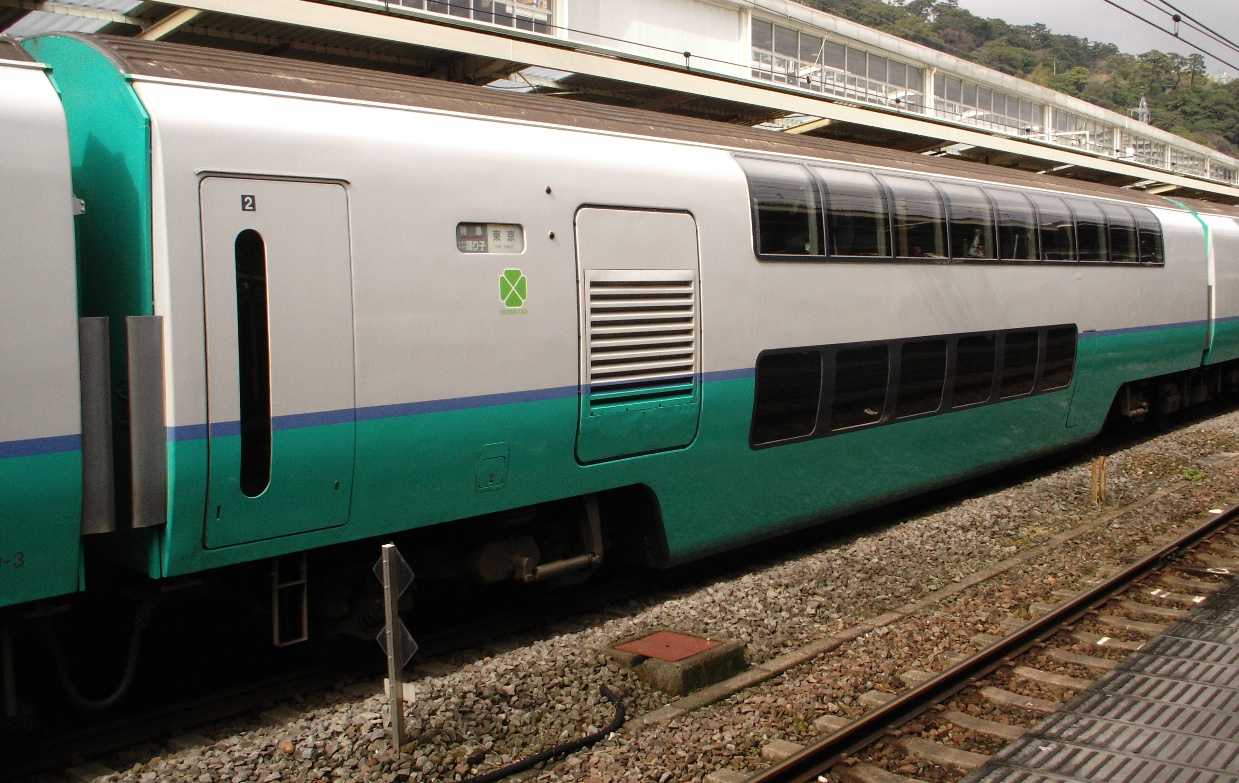
サロ251形

### 編成表
| 形式         | 形式         | ← 東京・新宿・池袋・宇都宮小田原・熱海・伊東・伊豆急下田 → | ← 東京・新宿・池袋・宇都宮小田原・熱海・伊東・伊豆急下田 → | ← 東京・新宿・池袋・宇都宮小田原・熱海・伊東・伊豆急下田 → | ← 東京・新宿・池袋・宇都宮小田原・熱海・伊東・伊豆急下田 → | ← 東京・新宿・池袋・宇都宮小田原・熱海・伊東・伊豆急下田 → | ← 東京・新宿・池袋・宇都宮小田原・熱海・伊東・伊豆急下田 → | ← 東京・新宿・池袋・宇都宮小田原・熱海・伊東・伊豆急下田 → | ← 東京・新宿・池袋・宇都宮小田原・熱海・伊東・伊豆急下田 → | ← 東京・新宿・池袋・宇都宮小田原・熱海・伊東・伊豆急下田 → | ← 東京・新宿・池袋・宇都宮小田原・熱海・伊東・伊豆急下田 → | 備考          | 備考             | 備考          |
| 形式         | 形式         | 10                                                         | 9                                                          | 8                                                          | 7                                                          | 6                                                          | 5                                                          | 4                                                          | 3                                                          | 2                                                          | 1                                                          | 備考          | 備考             | 備考          |
| 形式         | 形式         | クハ251 （Tc）                                             | サハ251 （T）                                              | モハ251 （M）                                              | モハ250 （M'）                                             | モハ251 （M）                                              | モハ250 （M'）                                             | モハ251 （M）                                              | モハ250 （M'）                                             | サロ251 （Ts）                                             | クロ250 （T'sc）                                           | 竣工          | リニューアル工事 | 廃車          |
| 搭載機器     | 搭載機器     |                                                            |                                                            | Cont,BT                                                    | MG,CP                                                      | Cont,BT                                                    |                                                            | Cont,BT                                                    | MG,CP                                                      |                                                            |                                                            | 竣工          | リニューアル工事 | 廃車          |
| 車両重量     | 車両重量     | 34.3 t                                                     | 29.1 t                                                     | 38.2 t                                                     | 39.3 t                                                     | 38.2 t                                                     | 34.2 t                                                     | 38.2 t                                                     | 39.3 t                                                     | 32.8 t                                                     | 34.5 t                                                     | 竣工          | リニューアル工事 | 廃車          |
| 車内デザイン | 車内デザイン | グループユニット                                           | グループユニット                                           | カスタムユニット                                           | カスタムユニット                                           | カスタムユニット                                           | カスタムユニット                                           | カスタムユニット                                           | カスタムユニット                                           | グリーンユニット                                           | グリーンユニット                                           | 竣工          | リニューアル工事 | 廃車          |
| 車内設備     | 車内設備     | 運転室 車掌室 TEL                                          | 多目的室 車椅子WC                                          |                                                            | サロン 荷物                                                |                                                            | サービス サロン TEL                                        |                                                            | サロン 荷物                                                | サービス 荷物                                              | 運転室 TEL                                                 | 竣工          | リニューアル工事 | 廃車          |
| 編成番号     | RE-1         | 1                                                          | 1                                                          | 1                                                          | 1                                                          | 2                                                          | 101                                                        | 101                                                        | 2                                                          | 1                                                          | 1                                                          | 1990年4月8日  | 2002年12月17日   | 2020年7月2日  |
| 編成番号     | RE-2         | 2                                                          | 2                                                          | 3                                                          | 3                                                          | 4                                                          | 102                                                        | 102                                                        | 4                                                          | 2                                                          | 2                                                          | 1990年4月18日 | 2003年11月14日   | 2020年5月20日 |
| 編成番号     | RE-3         | 3                                                          | 3                                                          | 5                                                          | 5                                                          | 6                                                          | 103                                                        | 103                                                        | 6                                                          | 3                                                          | 3                                                          | 1992年2月7日  | 2003年7月16日    | 2020年4月22日 |
| 編成番号     | RE-4         | 4                                                          | 4                                                          | 7                                                          | 7                                                          | 8                                                          | 104                                                        | 104                                                        | 8                                                          | 4                                                          | 4                                                          | 1992年2月24日 | 2004年3月29日    | 2020年9月2日  |

- Cont：主制御器、MG：補助電源装置（電動発電機）、CP：空気圧縮機、BT：蓄電池
- ATS-P搭載後（2次車は新製当初から搭載）は、各先頭車の重量が0.5 t増加[7]
- トイレはクハ251形（10号車）を除く各車両に洋式トイレ + 洗面所を設置。奇数号車のみ男性用小便所が加わる
- TEL：公衆電話
- サービス：サービスカウンター（5号車は車内販売準備室兼用）、サロン：ミニサロン、荷物：荷物置場
- クハ251形（10号車）1階には子供室、授乳室を設置
- クロ250形（1号車）1階にはサロン室、ギャレーを設置

## リニューアル工事
2002年（平成14年）より内外装のリニューアルが開始された。リニューアル工事は鎌倉総合車両所で施工し、同年12月22日から営業運転に充当されている。
外観では塗装パターンは同じながら上半分が■飛雲ホワイト、下半分が■エメラルドグリーン、車体中心部の帯が■ライトブルーに変更された。
普通車（3 - 10 号車）の座席は、それまでのボックス式からリクライニング・座面スライド付回転式クロスシートに変更し、モケットも奇数号車はオーシャンブルー、偶数号車はハイビスカスピンクと色調を区別した。9号車はシート交換で定員が減少し、登場時の64名から12名減の52名に変更された。また9号車はデッキから客室への階段に手すりを追加し、車椅子対応トイレのドアを手動式から電動式に変更した。
クハ251形（10号車）の2人掛け + 2人掛け×4段・定員16名の展望席は、他車と同じシートに交換のうえシートピッチを810 mmから1,000 mmに拡大し、2人掛け + 2人掛け×3段・定員12名の配置に変更した。また一般席もシート交換で定員が減少し、登場時の48名から12名減の36名に変更された。9・10号車では絨毯の取り替えが実施された。
グリーン車（1・2号車）はシートモケットとカーテンの変更（カーテンは3 - 10号車も交換）にとどめられたが、グリーン車を含む全席に装備されていたオーディオシステム（FMラジオ）と仕切ドア上部のモニターとグリーン個室のビデオモニターを撤去した。
その後、2007年（平成19年）より1号車・2号車グリーン席のリニューアルが開始された。運転席直後の展望席について、従来は3列構成でシートピッチは1列目640 mm、2・3列目は1,000 mmでリクライニング機能なしであったが、リニューアル後は2列構成でシートピッチは1列目1,105 mm、2列目は1,300 mmでリクライニングシートが装備された。これにより展望席の定員が9名から6名となった。2階客室はリクライニングシート（インナーテーブル拡大、レッグレスト付）・絨毯・カーテンの取り替え、1階個室は座席クッションと絨毯・カーテンの取り替えなどが行われた。同年2月24日にグリーン席リニューアル編成が運用を開始、4月中旬に改修を完了した。

リニューアル工事後は、2004年（平成16年）3月から「おはようライナー新宿」・「ホームライナー小田原」にも充当されるようになった。それに伴い方向幕にも「おはようライナー」「ホームライナー」が追加された。

## 運用
全車が大宮総合車両センター（2013年3月までは田町車両センター）に在籍しており、定期列車では以下の運用に用いられた。
- スーパービュー踊り子 - 東京駅・池袋駅・新宿駅（始発のみ）・大宮駅（臨時） - 伊豆急下田駅間。かつては宇都宮駅始発の臨時列車も設定されていた。
- ホームライナー小田原 - 23号のみ、新宿駅→小田原駅間
- おはようライナー新宿 - 26号のみ、小田原駅→新宿駅間

2020年（令和2年）3月14日のダイヤ改正より、伊豆方面への新型特急列車「サフィール踊り子」用としてE261系 、「踊り子」・「湘南」用としてE257系2000番台・2500番台を導入することが発表され、これに伴う「スーパービュー踊り子」の廃止、および「おはようライナー新宿」「ホームライナー小田原」の車両変更も報じられ、251系はダイヤ改正前日の3月13日をもって全ての営業運転を終了した。
伊豆急行とJR東日本横浜支社では、251系の引退に際して2020年3月7 - 8日および13日に「スーパービュー踊り子」引退記念撮影会を企画していたが、新型コロナウイルス感染症の影響により中止となった。
2020年（令和2年）4月22日付でRE-3編成、同年5月20日付でRE-2編成、同年7月2日付でRE-1編成、同年9月2日付でRE-4編成がそれぞれ廃車され形式消滅となった。廃車後は全車両が解体されており現存しない。

### 臨時列車
以下の運用に加え、団体列車としては上越線・信越本線・白新線経由で羽越本線村上駅まで、また外房線安房鴨川駅まで入線した実績がある。この他、中央本線・武蔵野線・京葉線等にも入線したことがある。
- ビュー日光号 - 藤沢駅→日光駅間、日光駅→大船駅間
- ビュー草津号 - 上野駅 - 万座・鹿沢口駅間
- ビュー谷川号 - 上野駅 - 水上駅間
- デラックスビュー南房総号 - 新宿駅 - 千倉駅間